# ラオスにおけるLGBTの権利
ラオスでは同性愛が合法であるが、人権についての市民投票を政府が認めていないこととも関連し、LGBT（レズビアン、ゲイ、バイセクシャル、トランスジェンダー）市民に対する受容が厳しい状態にある。共産主義国のなかでは、同性愛への寛容度が高い国の一つであるともされている。しかしながらラオスの歴史を通じて、ゲイに対する受容はレズビアンと比較して狭い。

## 刑法
成人間の同意に基づく非商業的かつ私的な範囲において、同性愛は合法とされる。

## 同性間のリレーションシップの承認
ラオスでは同性結婚やシビルユニオンなどの制度はない。近年において法制化についての議論は起こっていない。

## 反差別法
性的指向に基づく差別を禁じる法律はない。憲法においても性的指向や性同一性について明確にされたものはない。

## 文化、イベント、メディア
政府によりLGBTに関連したwebページはアクセスブロックがなされ、またメディアでLGBTの話題を扱うことは極めて稀である。トランスジェンダーの人物はエンタテインメント分野において比較的露出が見られる。LGBTの権利活動を行ったり、公共の場において著しく不適切な行為を行ったりしない限り、政府はLGBTの人々に概ね寛容な態度（もしくは無視）を取っている。LGBTの人々に対する寛容度は地方よりも都市部が概ね高い。
ラオス国内のLGBTコミュニティを対象にした公共衛生のために働くNGOについて、政府は活動を認めている。MSMをはじめとした幅広いグループに対してAIDS/HIV教育活動を行う団体  Lao Positive Health Association が1999年に設立されている。
2012年6月に、ラオスで初めてのLGBTプライドイベントがヴィエンチャンのアメリカ大使館の運動場で行われ、駐ラオス大使の  Laos Karen Stewart や ラオス保健省の HIV/AIDS/STIセンター長 Dr. Bounpheng Philavong などのゲストをはじめ100名の参加者があった。「Proud to be Us」をテーマに掲げ、Purple Sky Network や Lao Positive Health Association、Population Services International、Burnet Institute、Family Health International、Vientiane Youth Center for Health and Development、国際連合人口基金などのラオス人団体や政府間組織の協力で行なわれた。